# Wolbrom
Wolbrom (en allemand Wolfram ou Wohlborn, autrefois civitas Wolwrami, Wolwram, Nowe Miasto Wolwramów) est une ville de Pologne (voïvodie de Petite-Pologne, district d'Olkusz) qui compte environ 9 026 habitants.

## Jumelages
Wolfrom est jumelée à deux villes, Waltershausen en Allemagne et Domaszék en Hongrie.

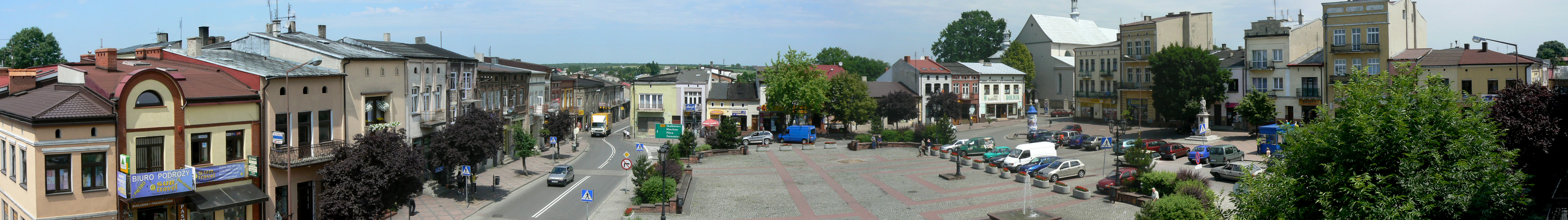
La place du Marché de Wolbrom